# Neurogomphus angustisigna
Neurogomphus angustisigna – gatunek ważki z rodziny gadziogłówkowatych (Gomphidae).